# Красне-Лясоциці
Красне-Лясоциці (пол. Krasne-Lasocice) — село в Польщі, у гміні Йодловник Лімановського повіту Малопольського воєводства.
Населення — 660 осіб (2011).
У 1975-1998 роках село належало до Новосондецького воєводства.

## Демографія
Демографічна структура станом на 31 березня 2011 року:
|          | Загалом | Допрацездатний вік | Працездатний вік | Постпрацездатний вік |
| -------- | ------- | ------------------ | ---------------- | -------------------- |
| Чоловіки | 335     | 70                 | 235              | 30                   |
| Жінки    | 325     | 72                 | 188              | 65                   |
| Разом    | 660     | 142                | 423              | 95                   |